# Miltochrista delicia
Miltochrista delicia là một loài bướm đêm thuộc phân họ Arctiinae, họ Erebidae.